# Kwaliteitswet zorginstellingen
De Kwaliteitswet zorginstellingen was als Nederlandse wet onderdeel van het gezondheidsrecht en stamt uit 1996. De wet verplichtte instellingen in Nederland om verantwoorde zorg te bieden en de kwaliteit van de zorg systematisch te bewaken, beheersen en verbeteren. De wet is vervallen per 1 januari 2016 en vervangen door de Wet kwaliteit, klachten en geschillen zorg.

## Inhoud en werkingssfeer
De Kwaliteitswet zorginstellingen gold voor alle instellingen in de zorgsector. Ook de commerciële zorginstellingen moeten aan deze wet voldoen. De wetgever stelde eisen waaraan de zorginstelling moet voldoen. De wijze waarop de zorginstelling hieraan voldoet is vrij ter invulling. 
De wetgever richtte zich hierbij tot de zorgaanbieder en stelde dat de zorg transparant moet zijn voor alle betrokkenen. 
Hierbij dient de zorginstelling de resultaten van overleg tussen zorgaanbieder, zorgverzekeraar en de patiënt te betrekken.
Buiten de transparantie-eisen moet de instelling ook voldoen aan bepaalde kwaliteitseisen:
- Het bieden van verantwoorde zorg. De zorgaanbieder moet doeltreffende, doelmatige en vraaggerichte zorg bieden
- Voorziet de instelling van zowel kwalitatief en kwantitatief van personeel en materieel
- Op kwaliteit bewust beleid voeren
- Beschikken over een kwaliteitssysteem met daarin beschreven kwaliteitsindicatoren
- Zorg dragen voor een jaarverslag, waarbij de instelling verantwoording aflegt over het gevoerde kwaliteitsbeleid en de kwaliteit van de verleende zorg.

### Kwaliteitsbewaking
Volgens de wet moet kwaliteit systematisch worden gemeten, zodat kan worden bekeken of doelstellingen worden behaald of moeten worden bijgesteld om op die manier vooraf gestelde resultaten te behalen. 
Er moet in dit kader voldaan worden aan de volgende eisen:
- Het formuleren van duidelijke kwaliteitsdoelstellingen
- Medewerkers moeten worden betrokken bij ontwikkelingen
- Gegevens moeten systematisch verzameld en geregistreerd worden.
- De kwaliteit moet systematisch getoetst worden, waarbij beleidsmaatregelen waar nodig worden bijgesteld door de zorgaanbieder

Een kwaliteitskeurmerk kan bijdragen aan het proces van bewaken, beheersen en verbeteren. Het maakt de processen in de organisatie transparant en helpt ze te verbeteren. Daarnaast kan de instelling door het behalen van een keurmerk zijn marktpositie verbeteren.
Bij het behalen van een keurmerk kan gebruik worden gemaakt van een kwaliteitsaudit, waarbij door een systematisch en onafhankelijk onderzoek wordt bepaald of de kwaliteitsactiviteiten en de resultaten hiervan overeenkomen met vastgestelde regelingen van de zorgaanbieder en of deze regelingen ook daadwerkelijk ten uitvoer zijn gebracht.

## Toezicht en handhaving
De Inspectie Gezondheidszorg en Jeugd is belast met toezicht en handhaving van de Kwaliteitswet Zorginstellingen. Zij kan de instelling een dwingende opdracht geven tot het nemen van een bepaalde maatregel, indien er direct gevaar is voor de patiënt. In een uiterst geval kan de inspectie een bevel geven de zorg te staken. De Minister van Volksgezondheid, Welzijn en Sport stelt bij Algemene Maatregel van Bestuur nadere regels vast indien noodzakelijk. De minister kan indien nodig ook sancties toepassen.